# Cordillera Apolobamba

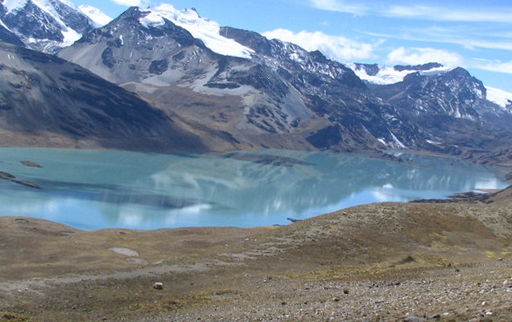
vista de una parte de la cordillera en el sector del lago Suches en la frontera Bolivia-Perú

La Cordillera Apolobamba es una cadena montañosa de los Andes peruanos y bolivianos, al norte del lago Titicaca, que alcanza su máxima elevación en el nevado Chaupi Orco (6.044 m s. n. m.) en la misma frontera. Se extiende en territorio peruano por el lado este del Departamento de Puno, y en territorio boliviano por el noreste del Departamento de La Paz, terminando en el Altiplano boliviano. Dentro de Bolivia, parte de la cordillera se encuentra dentro del Parque nacional Madidi. 

## Descripción
En esta región se encuentra el pueblo de Curva, situado a más de 3.800 m, considerado como la capital de la de la etnia Kallawaya y por lo tanto de la cultura Kallawaya, famosa por sus grandes conocimientos de la naturaleza y de la medicina natural.
Esta cadena montañosa fue explorada por primera vez durante el año 1911 por una expedición organizada por la Royal Geographic Society. Por lo aislado de la región esta fue poco visitada y es recién en la década de los 60, cuando fueron conquistadas algunas de sus cumbres principales, después de tres expediciones internacionales.

## Principales elevaciones
| Nombre            | Altitud m s. n. m. | Coordenadas                                  | País           |
| ----------------- | ------------------ | -------------------------------------------- | -------------- |
| Chaupi Orco       | 6.044              | 14°39′22″S 69°13′44″O / -14.65611, -69.22889 | Bolivia - Perú |
| Sorapata          | 6.000              | 14°38′05″S 69°13′48″O / -14.63472, -69.23000 | Bolivia - Perú |
| Cololo            | 5.915              | 00°00′00″S 00°00′00″O / -0.00000, -0.00000   | Bolivia        |
| Ananea            | 5.853              | 14°36′45″S 69°22′41″O / -14.61250, -69.37806 | Perú           |
| Callijon          | 5.827              | 14°37′51″S 69°24′04″O / -14.63083, -69.40111 | Perú           |
| Huellancalloc     | 5.825              | 00°00′00″S 00°00′00″O / -0.00000, -0.00000   | Bolivia        |
| Flor de Roca      | 5.808              | 14°40′11″S 69°15′05″O / -14.66972, -69.25139 | Bolivia - Perú |
| Palomani Grande   | 5.768              | 14°43′01″S 69°14′29″O / -14.71694, -69.24139 | Bolivia - Perú |
| Nubi              | 5.710              | 00°00′00″S 00°00′00″O / -0.00000, -0.00000   | Bolivia        |
| Canisaya          | 5.706              | 00°00′00″S 00°00′00″O / -0.00000, -0.00000   | Bolivia        |
| Montserrat Norte  | 5.655              | 00°00′00″S 00°00′00″O / -0.00000, -0.00000   | Bolivia        |
| Cuchillo          | 5.655              | 00°00′00″S 00°00′00″O / -0.00000, -0.00000   | Bolivia        |
| Palomani Tranca   | 5.633              | 14°43′33″S 69°14′03″O / -14.72583, -69.23417 | Bolivia - Perú |
| Katantica Central | 5.630              | 00°00′00″S 00°00′00″O / -0.00000, -0.00000   | Bolivia        |
| Palomani Cunca    | 5.629              | 14°42′21″S 69°15′01″O / -14.70583, -69.25028 | Bolivia - Perú |
| Ascarani          | 5.580              | 00°00′00″S 00°00′00″O / -0.00000, -0.00000   | Bolivia        |
| Ichocollo         | 5.423              | 14°41′01″S 69°15′32″O / -14.68361, -69.25889 | Bolivia - Perú |
| Akamani           | 5.400              | 00°00′00″S 00°00′00″O / -0.00000, -0.00000   | Bolivia        |